# Karen Harup

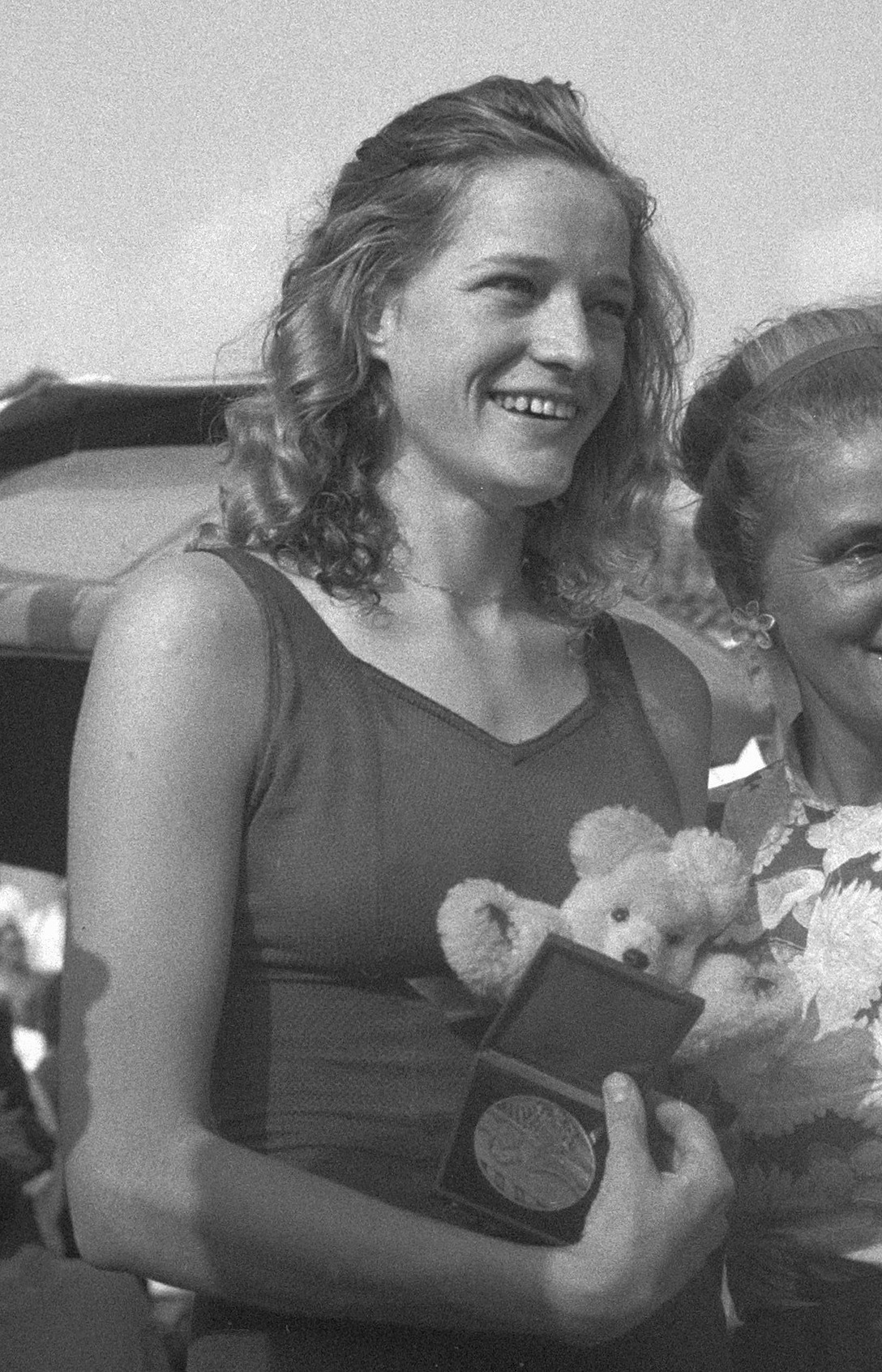
Karen Harup (links) in 1947

Karen Margrethe Harup (* 20. November 1924 in Skovshoved, Gentofte; † 19. Juli 2009 in Kopenhagen) war eine dänische Schwimmerin.
Sie gehörte nach dem Zweiten Weltkrieg zu den besten europäischen Schwimmerinnen und wurde bei den Europameisterschaften 1947 Europameisterin über 100 m Rücken, 400 m Freistil und mit der 4 × 100-m-Freistilstaffel. Bei den Olympischen Spielen 1948 in London wurde sie Olympiasiegerin über 100 m Rücken und gewann Silber über 400 m Freistil und mit der dänischen 4 × 100-m-Freistilstaffel.
Nach diesen Spielen beendete sie ihre Laufbahn und wurde Schwimmlehrerin. Im Jahr 1975 wurde sie in die Ruhmeshalle des internationalen Schwimmsports aufgenommen.